# Águas Vermelhas
Águas Vermelhas é um município brasileiro no interior do estado de Minas Gerais. Localiza-se no Alto Rio Pardo, no norte mineiro, e sua população em 2022 era de 14 037 habitantes.

## História
Supõe-se terem sido indígenas tupis os primeiros habitantes da região Alto Rio Pardo, onde hoje se localiza o município de Águas Vermelhas, segundo inscrições existentes ainda hoje na região. Grande parte das terras eram pertencentes ao conde da Ponte que possuía uma sesmaria, da qual desmembrava lotes que eram vendidos e iam sendo desbravados pelos primitivos moradores.
Presume-se que as primeiras famílias aqui se fixaram em busca de terras cultiváveis e foram elas: Gomes Quaresma, Gonçalves, Lopes, Antunes da Luz, Rego Barros, Das Virgens. Em 1863 foi criado o distrito, elevado à município pela lei nº 2764 de 30 de dezembro de 1962.
A origem do topônimo se prende ao fato da cor ferruginosa das águas do córrego que banha o município.
Foi fundada em 01 de março de 1963.

## Geografia
O município pertence à Região Geográfica Imediata de Pedra Azul e à Região Geográfica Intermediária de Teófilo Otoni. Está localizado na microrregião de Salinas e na mesorregião do Norte de Minas.

### Clima
Segundo dados do Instituto Nacional de Meteorologia (INMET) coletados na estação meteorológica automática da cidade, instalada em 9 de setembro de 2007, a menor temperatura registrada foi de 3,1 °C em 9 de julho de 2008, e a maior atingiu 40,3 °C em 10 de outubro de 2020. O maior acumulado de precipitação em 24 horas, por sua vez, foi de 97,4 milímetros (mm) em 24 de março de 2015.

### Rodovias
- BR-116
- MG-251

## Administração
- Prefeito: Nilson Campos (2021/2023)
- Vice-prefeito: Ita De Zizi
- Presidente da câmara: Marcio Lexcio (2021/2023)

## Pontos turísticos
- Praça Leonisia Luz, onde é localizada a Igreja de São Sebastião.